# Mausoleu romà
Un  mausoleu romà  és un tipus de monument funerari que comença a estendre's per tot l'Imperi a partir del segle i, responent a un sentiment de transformació de la tomba en santuari destinat al culte de la memòria del difunt. També serveix d'enterrament per a diversos membres d'una mateixa família.

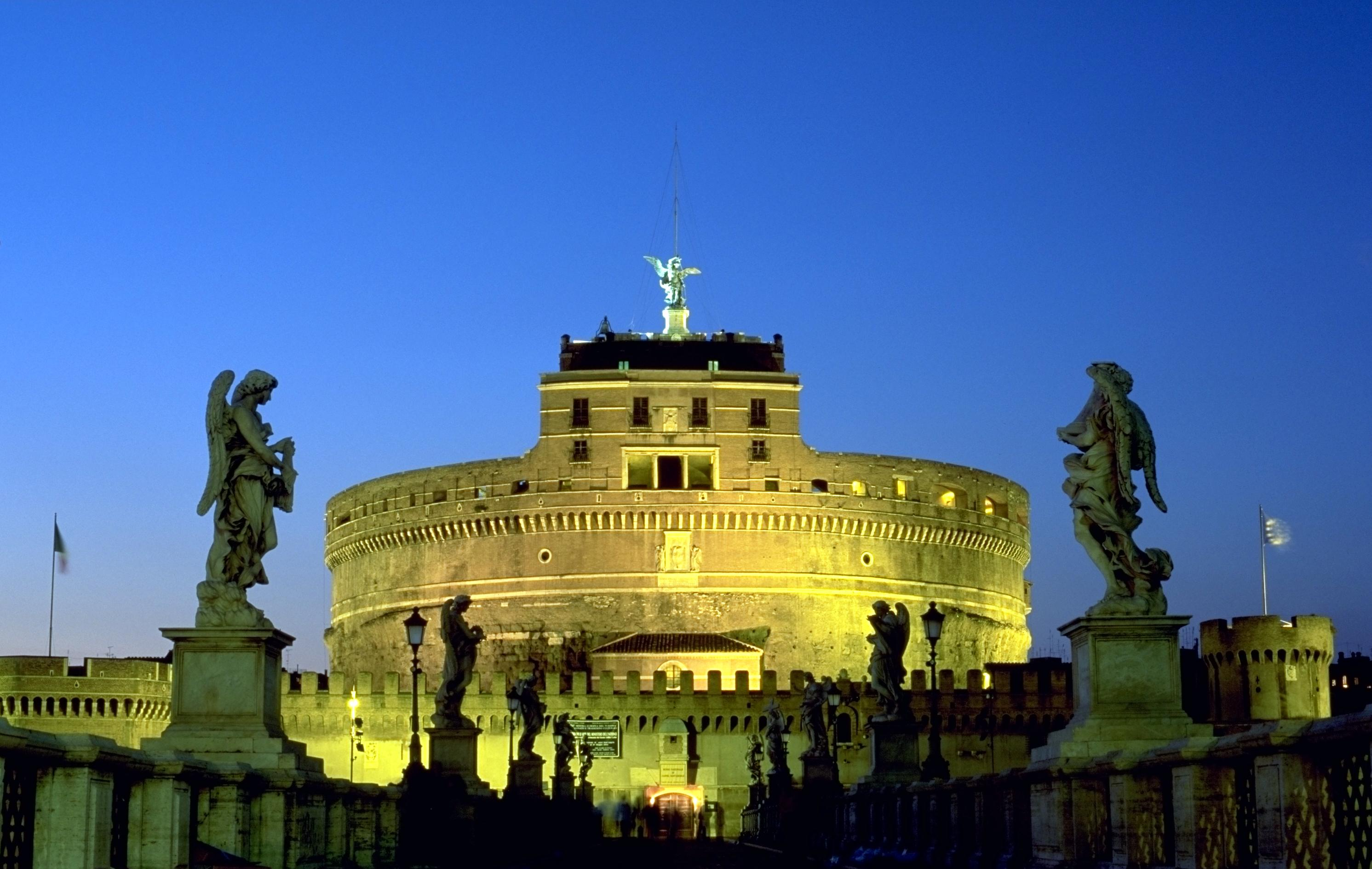
Castell de Sant'Angelo, a Roma, Itàlia.

## Tipologies
Des del punt de vista arquitectònic es divideixen en dos tipus: 
- Amb forma de temple, de planta rectangular o circular;
- Mausoleus rectangulars, en els que quedarien inclosos tots aquells que sense afectar la forma de temple poden presentar una planta més o menys quadrada amb l'aparença d'habitació en funcions de cambra funerària o, si la sepultura és subterrània, de sala de reunió; difereixen dels de temple en què no van precedits d'escala ni  pronaos  i que estan al mateix nivell del terreny, de vegades amb més d'una planta. Dins d'aquesta sèrie cal considerar els monuments turriformes.[2]

## Mausoleus romans a Hispània
- Mausoleu romà (Còrdova)
- Mausoleu romà d'Isla Canela, Ayamonte (Huelva).
- Mausoleu romà de les Vegas, La Pueblanueva (Toledo).
- Mausoleu de Favara, Fabara (Saragossa).
- Mausoleu romà d'Abla, Abla (Almeria).

## Mausoleus romans a Itàlia
- Mausoleu de Santa Costanza, Roma.
- Mausoleu d'August, Roma.
- Mausoleu de Gal·la Placídia, Ravenna.
- Castell Sant'Angelo o Mausoleu d'Adrià, Roma.